# Luis Vizcaíno (judoka)
Luis Vizcaíno es un deportista dominicano que compitió en judo. Ganó una medalla de plata en los Juegos Panamericanos de 1995, en la categoría de –56 kg.

## Palmarés internacional
| Juegos Panamericanos | Juegos Panamericanos      | Juegos Panamericanos | Juegos Panamericanos |
| Año                  | Lugar                     | Medalla              | Categoría            |
| -------------------- | ------------------------- | -------------------- | -------------------- |
| 1995                 | Mar del Plata (Argentina) | Medalla de plata     | –56 kg               |